# 아임 낫 데어
아임 낫 데어(영어: I'm Not There)는 2007년 공개된 미국, 독일의 뮤지컬 드라마 영화이다. 토드 헤인즈가 감독하고 헤인즈와 오렌 무버만가 공동 각본을 썼으며 미국의 싱어송라이터 밥 딜런이 음악을 맡았다. 크리스찬 베일, 케이트 블란쳇, 마커스 칼 프랭클린, 리차드 기어, 히스 레저와 벤 위쇼가 출연한다. 블란쳇의 연기는 비평가들의 찬사를 받아 베네치아 국제 영화제 볼피컵 여우주연상, 골든글로브상 영화부문 여우조연상을 수상하였고, 또한 미국 아카데미상 여우조연상에 후보 지명되었다.

## 출연

### 주연
- 케이트 블란쳇
- 벤 위쇼
- 크리스찬 베일
- 리차드 기어
- 마커스 칼 프랭클린
- 히스 레저
- 크리스 크리스토퍼슨

### 조연
- 돈 프랭크스
- 록 라포툰
- 래리 데이
- 폴 케이지렛
- 피에르-알렉상드르 포틴
- 리치 하벤스
- 타이론 벤스킨
- 킴 로버츠
- 에릭 뉴섬
- 제인 윌러
- 줄리안 무어
- 피터 프리드먼
- 매튜 하버
- 카일 스위처
- 테리 헤이그
- 그렉 크레이머
- 고든 마스튼
- 빌 크로프트
- 샤를로뜨 갱스부르
- 제니퍼 래 웨스트리
- 피에르 르블랑
- 팀 포스트
- 리처드 로비타이
- 홀리 오브라이언
- 대니 블랑코
- 수잔 글로버
- 비토 드필립포
- 앤드류 심스
- 리자 브론윈 무어
- 가스 질커
- 존 코엔스겐
- 마크 카마초
- 벤즈 안톤
- 샤운 밸바
- 매기 캐슬
- 조 콥든
- 데이빗 크로스
- 킴 고든
- 브루스 그린우드
- 크리스튼 헤거
- 마리 줄리 리베스트
- 요론다 로스
- 데니스 세인트 존
- 크레이그 토마스
- 미셸 윌리엄스
- 엠마누엘 슈왈츠
- 제임스 길

## 기타
- Line PD: 에이미 J. 코프만
- 공동제작: 찰스 퍼글리즈
- 미술: 주디 벡커
- 의상: 존 A. 던
- 배역: 로라 로센달